# كيم سكوغلاند
كيم سكوغلاند (بالسويدية: Kim Skoglund)‏ هو لاعب كرة قدم سويدي، ولد في 28 أغسطس 1987 في أوبسالا في السويد. لعب مع نادي سوندسفال ‏.

## وصلات خارجية
- كيم سكوغلاند على موقع اتحاد السويد (السويدية)
- كيم سكوغلاند على موقع قاعدة بيانات كرة القدم.إي يو (الإنجليزية)
- كيم سكوغلاند على موقع Soccerway.com (الإنجليزية)